# A Vision of Misery
A Vision of Misery är det tredje studioalbumet med det amerikanska death metal-bandet Sadus, utgivet 1992 av skivbolaget Roadracer Records. Displeased Records återutgav albumet 2007, med en DVD. Albumet utgavs också som en remastrad digipak-utgåva med två bonusspår i begränsad upplaga av Metal Mind Productions januari 2007.

## Låtlista
Sida A
1. "Through the Eyes of Greed" – 4:15
2. "Valley of Dry Bones" – 2:20
3. "Machines" – 3:50
4. "Slave to Misery" – 3:59
5. "Throwing away the Day" – 3:42

Sida B
1. "Facelift" – 6:59
2. "Deceptive Perceptions" – 3:33
3. "Under the Knife" – 2:09
4. "Echoes of Forever" – 6:00

Bonusspår (digipak-utgåvan 2007)
1. "Hands of Fate" – 4:12
2. "Number One" – 5:42

DVD (2007-utgåvan)
1. "Through the Eyes of Greed"
2. "Valley of Dry Bones"
3. "Facelift"
4. "Certain Death"
5. "Deceptive Perceptions"
6. "Hands of Fate"
7. "Echoes of Forever"
8. "Throwing Away the Day"
9. "Machines"
10. "In Your Face"
11. "Sadus Attack"
12. "Slave to Misery"
13. "Live at L'Amours NY 1990 - Live Clips and Behind the Scenes"

Spår 1–12 live i Oakland 1992

## Medverkande
Musiker (Sadus-medlemmar)
- Darren Travis – sång, gitarr
- Rob Moore – gitarr
- Steve DiGiorgio – basgitarr
- Jon Allen – trummor

Produktion
- Bill Metoyer – producent, ljudtekniker, ljudmix
- Eddy Schreyer – mastering
- Patricia Mooney – omslagsdesign
- Jason Garvin – omslagskonst
- Joe Giron – foto
- Jeff Moore – foto